# 크시슈토프 몽친스키
크시슈토프 몽친스키(폴란드어: Krzysztof Mączyński, 1987년 5월 23일 ~ )는 실롱스크 브로츠와프에서 미드필더로 활약하고 있는 폴란드의 축구 선수이다.

## 수상

### 비스와 크라쿠프
- 엑스트라클라사: 2007-08

### ŁKS 우치
- I 리가: 2010–11

### 베이징 런허
- 중국 FA 슈퍼 컵: 2014